# Vixnugupta (imperador gupta)
Vixnugupta, Vishnugupta ou Vichnugupta (em sânscrito:  विष्णुगुप्त) foi um dos marajás do Império Gupta, dinastia que se estendeu num período de tempo entre o ano de 240 e o ano 550. Governou entre 540 e 550; sendo portanto considerado como o último dos governantes guptas reconhecido; uma argila encontrada em Nalanda durante escavações feitas em 1927-1928 diz ter sido filho de Cumaragupta III e neto de Narasimagupta.